# Lago di Bondione
Il lago di Bondione si trova nelle Alpi Orobie, nella valle Bondione, laterale della  valle Seriana, in territorio amministrativo di Valbondione.
Il lago, con una superficie pari a circa 1.500 metri quadrati, si adagia in una conca naturale, posta nei pressi della testata della valle che culmina con il passo di Bondione, in cui confluiscono le acque provenienti dallo scioglimento delle nevi e dalle frequenti precipitazioni. Da esso nasce il torrente Bondione
È facilmente raggiungibile sia da Lizzola (frazione di Valbondione) tramite il sentiero con segnavia del CAI numero 322, oppure dal rifugio Antonio Curò, mediante la traccia numero 321 che percorre la valle della Cerviera.